# Тре Масерије (Беневенто)
Тре Масерије је насеље у Италији у округу Беневенто, региону Кампанија.
Према процени из 2011. у насељу је живело 48 становника. Насеље се налази на надморској висини од 272 м.